# Sulfate de diéthyle
Le sulfate de diéthyle est un composé chimique de formule (C2H5)2SO4. Il s'agit d'un diester éthylique se présentant sous la forme d'un liquide incolore à l'odeur de menthe poivrée, très toxique et probablement cancérogène. C'est un puissant agent alkylant qui intervient en chimie organique dans les réactions d'alkylation en vue de produire des dérivés éthyliques de phénols, d'amines et de thiols.